# Mycket ymnigt tal
Mycket ymnigt tal är ett naturligt tal med egenskapen att summan av dess delare (inklusive sig själv) är större än summan av de delare av något mindre naturligt tal.
Mycket ymniga tal och liknande heltalsmängder infördes först av Pillai (1943) och tidigt arbete gjordes av Alaoglu och Erdős (1944). Alaoglu och Erdős tabellerade mycket ymniga tal upp till 104 och visade att antalet mycket ymniga antal mindre än något N är minst proportionell mot log2 N. De visade också att talet 7200 är det största mycket ymniga talet som även är ett potensrikt tal, och därmed det största mycket ymniga talet med en udda delarsumma.

## Formell definition och exempel
Formellt, ett naturligt tal n är ett mycket ymnigt tal om och endast om för alla naturliga tal m < n,
{\displaystyle \sigma (n)>\sigma (m)}
där σ är delarsumman.
De första mycket ymniga talen är:
1, 2, 3, 4, 6, 8, 10, 12, 16, 18, 20, 24, 30, 36, 42, 48, 60, 72, 84, 90, 96, 108, 120, 144, 168, 180, 210, 216, 240, 288, 300, 336, 360, 420, 480, 504, 540, 600, 630, 660, 720, 840, 960, 1008, 1080, 1200, 1260, 1440, 1560, 1620, 1680, 1800, 1920, 1980, 2100, … (talföljd A002093 i OEIS)
Till exempel är 5 inte ett mycket ymnigt tal eftersom σ(5) = 5 + 1 = 6 är mindre än σ(4) = 4 + 2 + 1 = 7, medan 8 är ett mycket ymnigt tal eftersom σ(8) = 8 + 4 + 2 + 1 = 15 är större än alla tidigare värden av σ.

## Förbindelser med andra talmängder
Även om de första åtta fakulteterna är mycket ymniga är inte alla fakulteter mycket ymniga. Exempelvis är
σ(9!) = σ(362880) = 1481040,
men det finns ett mindre tal med större delarsumma,
σ(360360) = 1572480,
så 9! är inte mycket ymnigt.
Alaoglu och Erdős noterade att alla superymniga tal är mycket ymniga, och frågade om det finns oändligt många mycket ymniga tal som inte är superymniga. Denna fråga besvarades bekräftande av Nicolas (1969).
Trots terminologin är inte alla mycket ymniga tal även ymniga tal. Framförallt är inget av de sju första mycket ymniga talen även ymniga.